# Наумов Федір Петрович
Федір Петрович Наумов (1902, Муромський повіт Владимирської губернії, тепер Владимирської області, Російська Федерація — січень 1966, місто Москва) — радянський партійний діяч, в.о. 1-го секретаря Омського обласного комітету ВКП(б). Депутат Верховної Ради СРСР 1-го скликання.

## Біографія
Народився в родині робітника-ремонтника залізниці. Закінчив трирічну початкову школу в селі Михальово Муромського повіту.
У лютому 1919 — серпні 1922 року — ремонтний робітник 13-ї ділянки служби шляху на станції Муром Московсько-Курської залізниці.
Член РКП(б) з жовтня 1920 року.
У серпні 1922 — жовтні 1923 року — лінійний агент відділення Московського відділку Транспортного відділу ОДПУ на станції Владимир Московсько-Курської залізниці.
У жовтні 1923 — квітні 1924 року — відповідальний секретар місцевкому профспілки робітників залізничного транспорту на станції Муром.
У квітні 1924 — квітні 1926 року — політпрацівник 1-го конвойного полку військ ОДПУ в Москві.
У квітні 1926 — вересні 1927 року — секретар залізничного осередку ВКП(б) на станції Муром.
У вересні 1927 — травні 1929 року — завідувач агітаційного відділу, завідувач облікового сектора, інструктор Муромського повітового комітету ВКП(б). У травні 1929 — лютому 1930 року — заступник завідувача організаційно-розподільного відділу Муромського окружного комітету ВКП(б). У лютому — жовтні 1930 року — завідувач розподільного відділу Муромського окружного комітету ВКП(б).
У жовтні 1930 — липні 1932 року — секретар партійного комітету Навашинського судомостового заводу на станції Навашино Московсько-Казанської залізниці.
У серпні 1932 — січні 1933 року — завідувач організаційного відділу Шаранзького районного комітету ВКП(б) Горьковського краю. У січні 1933 — січні 1935 року — 1-й секретар Шаранзького районного комітету ВКП(б) Горьковського краю.
У січні 1935 — лютому 1937 року — 1-й секретар Омутинського районного комітету ВКП(б) Кіровського краю.
У лютому — травні 1937 року — завідувач відділу партійних кадрів Кіровського міського комітету ВКП(б). У травні — червні 1937 року — секретар Кіровського міського комітету ВКП(б).
18 червня — листопад 1937 року — 2-й секретар Кіровського обласного комітету ВКП(б). Входив до складу особливої трійки, створеної за наказом НКВС СРСР від 30 липня 1937 року, брав активну участь у сталінських репресіях.
У листопаді 1937 — 19 грудня 1938 року — в.о. 1-го секретаря, 1-й секретар Омського обласного комітету ВКП(б).
У грудні 1938 — січні 1941 року — студент Всесоюзної академії соціалістичного землеробства в Москві. У січні 1941 — грудні 1944 року — студент і секретар партійного бюро Сільськогосподарської академії імені Тимірязєва в Москві.
У грудні 1944 — грудні 1946 року — 1-й секретар Хімкинського міського комітету ВКП(б) Московської області.
З грудня 1946 по січень 1949 року — інспектор, у січні 1949 — квітні 1953 року — завідувач відділу з питань підготовки керівних колгоспних кадрів Ради у справах колгоспів при РМ СРСР у Москві.
У квітні 1953 — березні 1954 року — начальник управління підготовки колгоспників і робітників радгоспів на трирічних агрозоотехнічних курсах Головного управління сільськогосподарської пропаганди і науково-дослідних закладів Міністерства сільського господарства СРСР.
У березні — травні 1954 року — заступник начальника Головного управління сільськогосподарської пропаганди і науки, з травня 1954 по грудень 1956 року — секретар парткому, з грудня 1956 по серпень 1959 року —  заступник начальника Головного управління сільськогосподарської науки Міністерства сільського господарства СРСР. З серпня 1959 по серпень 1961 року — в.о. начальника управління по сільськогосподарських фільмах, друку і радіо Міністерства сільського господарства СРСР.
Помер у січні 1966 року в Москві.

## Нагороди
- орден «Знак Пошани»
- медалі